# 史承平
史承平（1999年10月1日—）為臺灣男子籃球運動員，場上位置為前鋒，現效力於台灣職業籃球大聯盟福爾摩沙夢想家。

## 早年
史承平出身乙組學校醒吾高中，高三那年幫助學校拿下高中籃球乙級聯賽冠軍，大一到大三效力輔仁大學籃球隊，完成輔仁大學的學業後，碩班前往義守大學就讀。

## 職業生涯
2024年7月史承平在台灣職業籃球大聯盟新人選秀會第二輪被福爾摩沙夢想家選中。

## 外部連結
- 史承平在fiba3x3.com（英语）
- 史承平在台灣職業籃球大聯盟官網
- 史承平在Eurobasket.com（球員）（英语）
- 史承平在Flashscore（英语）